# Operace Chariot
Operace Chariot nebo útok či nájezd na Saint-Nazaire byla britská speciální vojenská operace proti silám Třetí říše ovládajícím přístavní zařízení ve francouzském městě Saint-Nazaire během druhé světové války. Šlo o největší akci provedenou oddíly Commandos za druhé světové války.
Účelem operace bylo především zničit vrata velkého doku v St. Nazaire, který byl podle lodě, pro kterou byl vybudován, nazýván jako dok Normandie. Významnost doku spočívala v tom, že šlo o největší dok takové velikosti ovládaný Němci (350x50 m), který ležel na atlantickém pobřeží a byl tak velký, že mohl pojmout lodě jako byl Tirpitz. Velké hladinové lodě a především Tirpitz byly nebezpečnou hrozbou pro transatlantické konvoje zásobující Británii a zničení doku mělo Němce odradit od jeho nasazení v Atlantiku.

## Dok v St. Nazaire
Dok v Saint-Nazaire nebo také dok Normandie byl postaven pro tehdejší největší transatlantickou osobní loď SS Normandie (podle které se mu tak říkalo) k zajištění její údržby. Šlo o tehdejší největší suchý dok na světě. Na délku měl 350 m, šířka 50 a hloubka 16 m. Zařízení takové velikosti bylo pýchou francouzského stavitelství. Dok navazuje na severní nálevkovité ústí řeky Loiry a propojuje ji s větším, zadním přístavním bazénem. Pokud není dok obsazen a je naplněn vodou může sloužit právě jako zdymadlo propojující větší bazén s Loirou, může ale sloužit také jako suchý dok. Ohromná vrata doku se při otevírání přesouvají do malých podélných postranních bazénů vybudovaných speciálně pro tento účel.

## Samotná operace

Mapa oblasti
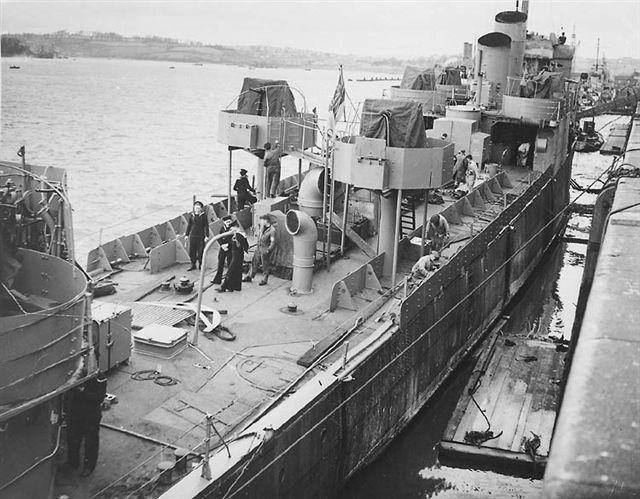
HMS Campbeltown připravován v přístavu k útoku na St. Nazaire
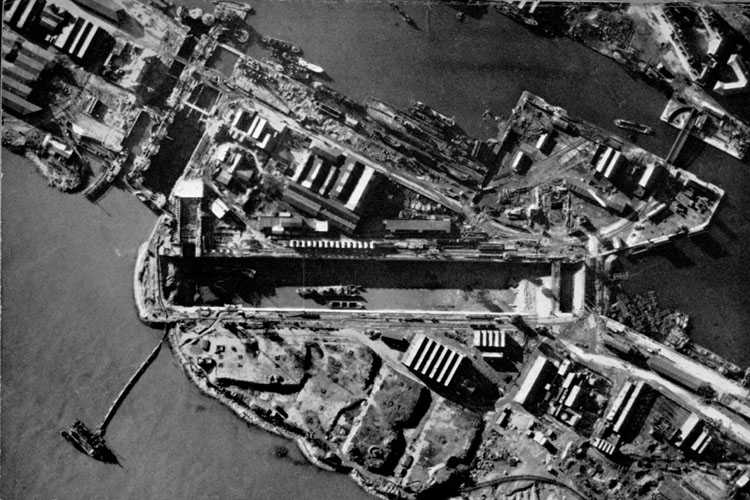
Dok Normandie.
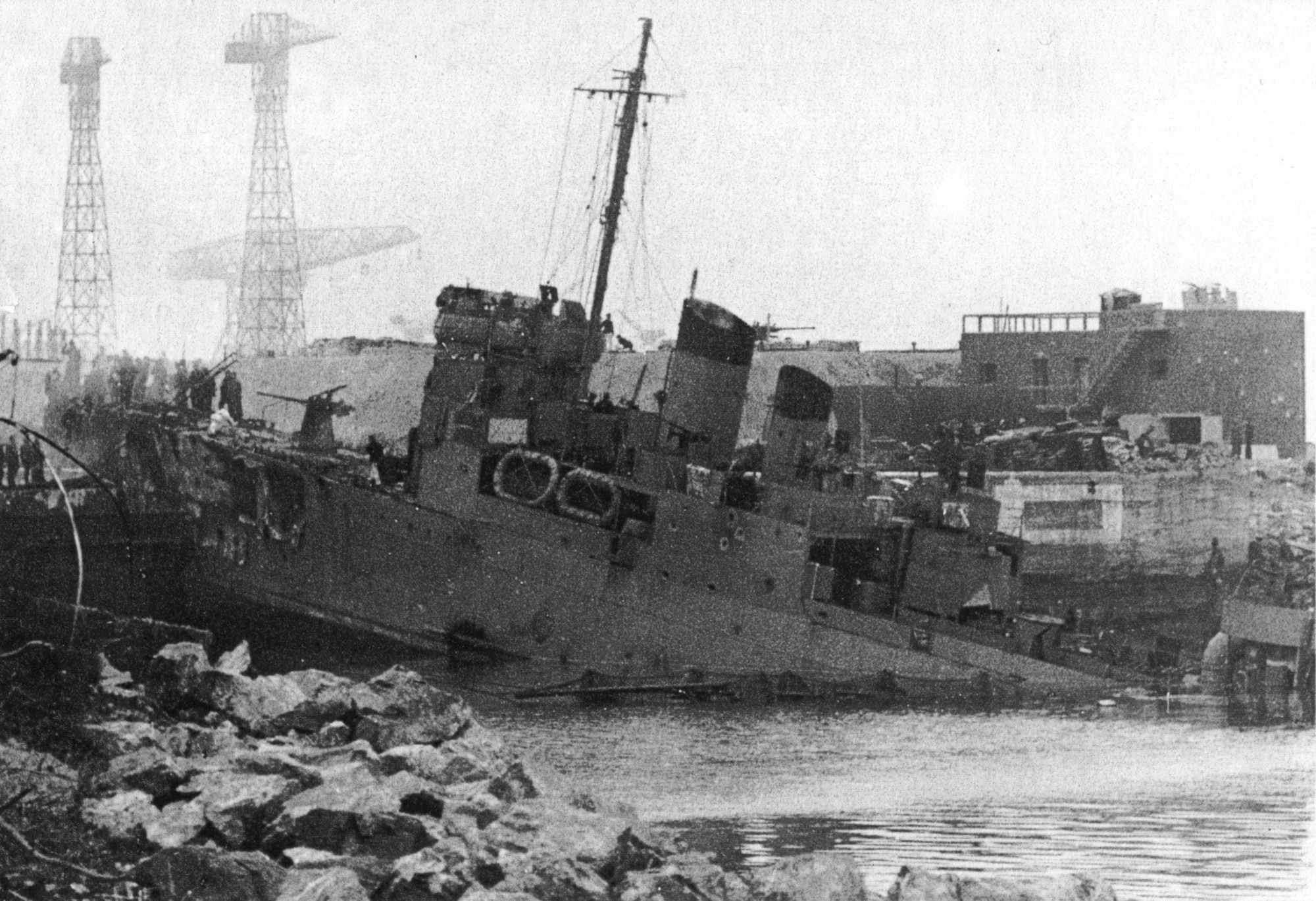
HMS Campbeltown poté, co narazil do vrat doku.
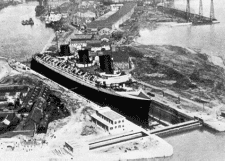
SS Normandie v doku

## Výsledek
I když operace nedopadla přesně podle plánu, hlavní cíl operace byl splněn a vrata doku zničena explozí HMS Campbeltownu zaklíněného ve vratech doku, které následná exploze zničila společně s vlnou vody, která vrata vylomila a vrak HMS Campbeltown vtáhla dovnitř a poškodila 2 blízko stojící německé lodě. I druhá (severní) vrata byla poškozena oddíly Commandos, stejně tak jako mechanismy posunu vrat a čerpacích pump. Během exploze se na palubě HMS Campbeltownu navíc nacházelo několik německých vojáků a důstojníků včetně německého admirála a tak na místě zahynulo 60 důstojníků a 320 vojáků.
Němci ihned poté začali s opravou doku, ale do konce války nebyly opravy dokončeny a dok byl opětovně zprovozněn až v roce 1947.
Za tuto odvahu prokázanou při akci bylo uděleno 5 nejvyšších vyznamenání za statečnost Viktoriin kříž (pplk. Newman, kpt. Ryder, kpt. Beattie, kia Sawage, kia Durrand), 78 mužů obdrželo další vyznamenání a 51 byla vyslovena pochvala.

## Filmová ztvárnění
- Operace Vzteklý pes, útok na železné pobřeží - film operací inspirovaný
- St. Nazaire